# Castell de Petrer
El Castell de Petrer es troba en un monticle a l'est de la vila de Petrer, des d'on s'observa bona part de la vall del Vinalopó.

## Característiques
Originari de finals del segle xii o principis del xiii, és un castell musulmà, probablement construït sobre una talaia anterior, és de forma poligonal, i la seva fàbrica és de maçoneria amb carreus en les arestes dels seus costats. Està emmerletat i el seu interior està recorregut per un terraplè.
La muralla exterior està formada per dos llenços de tapial separats per una torrassa central i cossos cúbics en els extrems. El seu element més destacat és la seva gran torre quadrada, amb dos pisos i un soterrani que era un aljub en l'època islàmica. Posteriorment seria utilitzada com presó. També posseeix una gran sala voltada, escenari de les festes del senyor feudal.
La seva funció era eminentment estratègica i de domini del territori, al controlar el pas entre l'altiplà castellà i el litoral mediterrani.
Va ser pres pels moriscs durant les revoltes de 1265; per a recuperar-lo, l'infant Alfons de Castella va haver de recórrer a l'ajuda de Jaume I, qui aviat el va reconquerir.
Les obres de reconstrucció van finalitzar en l'any 1982, presentant actualment un impecable aspecte, en la seva torre de l'homenatge es realitzen exposicions, és Monument Històric-Artístic d'Interès Nacional des de 1983.
1. ↑  URL de la referència: https://eduwp.edu.gva.es/patrimonio-cultural/ficha-inmueble.php?id=1725. Data de consulta: 5 setembre 2023.